# Ozarba lamina
Ozarba lamina is een vlinder uit de familie van de uilen (Noctuidae). De wetenschappelijke naam van deze soort is voor het eerst voorgesteld door Charles Swinhoe in een publicatie uit 1901.
De soort komt voor in Myanmar.